# Cantuaria parrotti
Cantuaria parrotti är en spindelart som beskrevs av Forster 1968. Cantuaria parrotti ingår i släktet Cantuaria och familjen Idiopidae. Inga underarter finns listade.